# 霍斯库鲁克之战

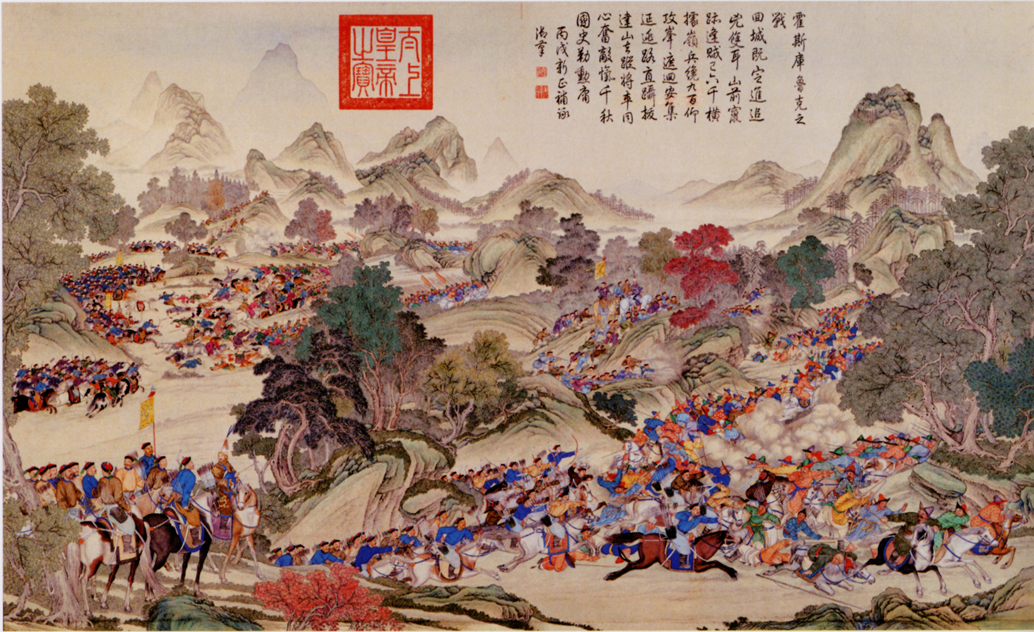
霍斯库鲁克之战

霍斯库鲁克之战，清高宗乾隆二十四年（1759年）闰六月，在平定回部之战中，清军在霍斯库鲁克对大小和卓的作战。
乾隆二十四年（1759年）六月清军攻克叶尔羌、喀什噶尔后，大小和卓向葱岭（帕米尔）西逃。兆惠派参赞大臣明瑞等率兵追击；向葱岭西的国家浩罕、那木干、安集延、玛尔噶朗通知，协同搜捕大小和卓。闰六月十五日，明瑞、爱隆阿率两千人西征。众伯克不愿意跟随霍集占兄弟去巴达克山，于是北上安集延。闰六月二十八日黎明，明瑞率前锋九百在霍斯库鲁克岭（在塔吉克斯坦东北喀拉湖以北）追上大小和卓六千多人。明瑞诱敌下山没有成功，于是下令仰攻山峰。和卓兵用枪炮还击。经过三个时辰的激战，和卓兵始退，清兵无力追及。和卓兵再回师将合围明瑞军。明瑞伏兵在山上放枪，然后冲入敌阵，击退和卓军。清军斩杀五百多人，俘获三十多人，清兵阵亡一百多人。